# Patricia Robertson
Patricia Consolatrix Robertson z d. Hilliard (ur. 12 marca 1963 w Indianie, stan Pensylwania, USA, zm. 24 maja 2001 w Houston, stan Teksas) – lekarz, członek korpusu astronautów NASA.

## Wykształcenie oraz praca zawodowa
- 1980 – ukończyła szkołę średnią w Homer City(inne języki) (Pensylwania).
- 1985 – otrzymała licencjat z biologii na Indiana University.
- 1989 – uzyskała dyplom lekarza w Medical College of Pennsylvania.
- 1989-1992 – odbywała staż jako lekarz rodzinny.
- 1992 – otrzymała wydany przez American Board of Family Practice (Amerykańska Rada Lekarzy Rodzinnych) dyplom lekarza rodzinnego. Później przeniosła się do Erie (Pensylwania), gdzie w szpitalu w St. Vincent przez trzy lata była koordynatorem zajęć klinicznych dla studentów oraz prowadziła kursy podnoszące kwalifikacje lekarzy rezydentów.
- 1995 – w Centrum Lotów Kosmicznych imienia Lyndona B. Johnsona w Houston była jednym z dwóch stypendystów medycyny kosmicznej wydziału medycznego University of Texas w Galveston. W tym czasie przeszła m.in. podstawowy kurs medycyny lotniczej i kosmicznej w bazie sił powietrznych w Brooks (Brooks Air Force Base).
- 1997 – rozpoczęła pracę w Klinice Medycyny Lotniczej (Flight Medicine Clinic) w Centrum Lotów Kosmicznych imienia Lyndona B. Johnsona, gdzie zajmowała się opieką zdrowotną nad astronautami i ich rodzinami.

Patricia Robertson była instruktorem lotniczym oraz pilotem akrobacyjnym. W sumie spędziła w powietrzu za sterami samolotów ponad 1500 godzin.

## Praca w NASA i kariera astronauty
- 1998 – 4 czerwca została przyjęta do korpusu amerykańskich astronautów (grupa NASA-17(inne języki)) jako kandydatka na specjalistę misji. W sierpniu rozpoczęła przeszkolenie podstawowe, w ramach którego zapoznała się m.in. z budową Międzynarodowej Stacji Kosmicznej oraz promu kosmicznego. Odbyła również loty szkoleniowe na samolocie T-38 oraz trening przetrwania w warunkach ekstremalnych.
- 1999 – w sierpniu zakończyła szkolenie podstawowe, uzyskując uprawnienia specjalisty misji. Później została skierowana do pracy w Biurze Astronautów NASA. Była kierownikiem programu systemu opieki zdrowotnej nad załogami wahadłowców.
- 2001 – wchodziła w skład zespołu astronautów wspierających drugą stałą załogę Międzynarodowej Stacji Kosmicznej.
- 2001 – 24 maja zmarła w Memorial Hermann Hospital w Houston z powodu obrażeń jakie odniosła podczas katastrofy lotniczej prywatnego samolotu w Wolfe Air Park w Manvel, stan Teksas.